# Christian Baltauss
Christian Baltauss, né le 25 novembre 1947 à Chelles, est un acteur français.

## Biographie
Christian Baltauss a fait ses débuts au cinéma dans Le Petit Matin de Jean-Gabriel Albicocco, aux côtés de Catherine Jourdan, en 1971. Il a par la suite été acteur de Luis Buñuel dans le Charme discret de la bourgeoisie (1972) et, un an plus tard, l'acteur principal dans le Dingue de Daniel Daërt. Il a également été dirigé par Marguerite Duras dans La Femme du Gange (1974).
Baltauss a participé au film la Dentellière, aux côtés d'Isabelle Huppert et d'Yves Beneyton dans le rôle de Gérard et aussi au film Le Dernier Métro. Il était l'avocat de la partie civile dans Le Pull-over rouge de Michel Drach. Yves Boisset l'a engagé pour jouer aux côtés de Lino Ventura dans Espion, lève-toi. Il tenait un premier rôle dans le film de Dominique Boccarossa : Bleu le ciel.
Il a beaucoup joué au théâtre, des rôles aussi divers que Frantz dans Les séquestrés d'Altona de Jean-Paul Sartre, Hanz le prince dans Ondine de Jean Giraudoux, Mike dans Sauvés d'Edward Bond, Thésée dans le Phèdre de Racine, Franklin dans La Baby Sitter de René de Obaldia, etc. Il a tourné dans des feuilletons qui l'ont rendu très populaire : Adieu mes quinze ans, Anne jour après jour et aussi dans de nombreux téléfilms dont L'Aigle à deux têtes réalisé par Pierre Cavassilas avec Marthe Keller pour partenaire.
Aujourd'hui il a rajouté des cordes à son arc en faisant de la mise en scène de théâtre et en écrivant, notamment des scénarios.
En 2010, il a mis en scène la pièce de Jean Cocteau, Le Bel Indifférent, au Théâtre Montmartre-Galabru à Paris et en 2016 et 2017 il a monté, au Théâtre du Temps à Paris et au Théâtre de l'Île St Louis toujours à Paris, Comment l'esprit vient aux filles et autres contes coquins de Jean de La Fontaine. Son apparition la plus populaire a été Jean dans Le Petit Matin. À la fin de 2017 il a mis en scène deux spectacles : la pièce de René de Obaldia Entre chienne et loup au théâtre de l'Île Saint-Louis-Paul Rey et le monologue de Brahim Hanai « La mer ne rejette jamais les souliers par paire », dit par Fatima Akjouj, au théâtre Pandora à Paris.

## Théâtre
- 1968 : Roméo et Juliette de William Shakespeare, mise en scène Michael Cacoyannis, TNP Théâtre de Chaillot
- 1968 : La Puce à l'oreille de Georges Feydeau, mise en scène Jacques Charon, théâtre du Palais-Royal
- 1969 : Les Bacchantes d'Euripide, mise en scène de Jean-Louis Thamin, Festival d'Avignon
- 1970 : Opérette de Witold Gombrowicz, mise en scène Jacques Rosner, TNP Théâtre de Chaillot
- 1972 : Sauvés d'Edward Bond, mise en scène Claude Régy, TNP Théâtre de Chaillot
- 1975 : Lear d'Edward Bond, mise en scène Patrice Chéreau, TNP Villeurbanne, Théâtre national de Belgique, Théâtre national de l'Odéon
- 1976 : Marie-Madeleine de Franz-Xaver Kroetz, mise en scène de Gilles Atlan, Cité Universitaire de Paris
- Tête d'Angle de et mise en scène Pierre sala, Bio Théâtre Opéra à Paris
- Le Malade Imaginaire de Molière, mise en scène de Francis Sourbié à Compiègne
- La Double Inconstance de Marivaux, mise en scène de Francis Sourbié à Compiègne
- Les grandes voiles des petites causes de Jean-Jacques Varoujean, mise en scène de Pierre Cavassilas
- Les séquestrés d'Altona de Jean-Paul Sartre, mise en scène de Jean-Pierre Laruy à Limoges et en tournée
- Ondine de Jean Giraudoux, mise en scène de Jean-Pierre Laruy à Châlons sur Saône et en tournée
- 1991 : Richard II de William Shakespeare, mise en scène Yves Gasc, Théâtre des Célestins, Théâtre de l'Atelier
- 1988/1989 : Phèdre de Jean Racine, mise en scène de Philippe Ferran à Paris au théâtre 14, Festival d'Avignon 1989 et en tournée
- L'Enfant Rêve de Hannokh Levine, mise en scène de Philippe Adrien au théâtre de La Tempête, Paris-Vincennes
- 2005 : Patate de Marcel Achard, mise en scène de Bernard Menez en tournée
- 2008 : La Baby-sitter de René de Obaldia, mise en scène de Georges About, à l'Aire Falguière à Paris.
- 2009 : Couple ouvert à deux battants de Dario Fo et Franca Rame, mise en scène de Georges About, à l'Aire Falguière à Paris.
- 2014 & 2015 : Les Îles Flottantes de Paul Emond, mise en scène de Georges About, au Théâtre "Côté Cour" à Paris.

## Filmographie partielle

### Cinéma
- 1970 : Le Petit Matin de Jean-Gabriel Albicocco
- 1972 : Le Charme discret de la bourgeoisie de Luis Buñuel
- 1973 : Le Dingue de Daniel Daërt
- 1974 : Les Filles de Malemort de Daniel Daërt
- 1974 : La Femme du Gange de Marguerite Duras
- 1977 : La Dentellière de Claude Goretta
- 1985 : L'Eté provisoire de Samy Pavel
- 1979 : Le Pull-over rouge de Michel Drach
- 1980 : Le Dernier Métro de François Truffaut
- 1982 : Espion, lève-toi de Yves Boisset
- 1983 : Un dimanche de flic de Michel Vianey
- 1983 : La Fiancée qui venait du froid de Charles Nemes
- 1984 : Aldo et Junior de Patrick Schulmann
- 1985 : Le Soulier de satin de Manoel de Oliveira
- 1988 : La Travestie de Yves Boisset
- 1994 : Délit mineur de Francis Girod
- 1996 : Faute de soleil de Christophe Blanc
- 1997 : Ni d'Eve, ni d'Adam de Jean Paul Civeyrac
- 2001 : Bleu le ciel de Dominique Boccarossa
- 2013 : Papa Lumière de Ada Loueilh
- 2018 : Kardec de Wagner de Assis (pt)

### Télévision
- 1971 : Adieu mes quinze ans de Claude de Givray
- 1975 : L'Aigle à deux têtes de Pierre Cavassilas
- 1976 : L'homme d'Amsterdam de Victor Vicas  (épisode :  L'escale de la peur)
- 1976 : Anne jour après jour de Bernard Toublanc-Michel
- 1980 : Simon ou la royauté du vent de Paul Planchon
- 1980 : Docteur Teyran de Jean Chapot
- 1980 : L'Inspecteur mène l'enquête - épisode  « L'épave »    de Karel Prokop
- 1980 : Les Amours des années folles - épisode  « La Messagère »   de François Gir
- 1980 : Médecins de nuit de Jean-Pierre Moscardo, épisode : La décapotable (série télévisée)
- 1981 : Salut champion de Serge Friedman  - épisode « Dans les roues des géants »
- 1981 : L'Homme en rouge de Paul Planchon
- 1981 : Maître Daniel Rock de Paul Planchon
- 1982 : The Facts of life goes to Paris de Assad Khalada
- 1986 - 1987 : Demain l'Amour d'Emmanuel Fonlladosa et Pierre Goutas
- 1988 : Vivement lundi ! de Bernard Dumont
- 1993 : Le Siècle des Lumières de Humberto Solás
- 1994 :  Meurtres sans préméditation - épisode : Le Bel horizon de Charles Bitsch
- 1994 :  Les Filles d'à côté - épisode : La leçon de séduction - Monsieur Delafosse
- 1994 : J.A.P de Franck Apprederis
- 1997 : Les Bœuf-carottes de Pierre Lary
- 1998 : Qui mange qui ? de Dominique Tabuteau
- 2000 : H de Peter Kassovitz
- 2004 : Avocats et Associés - épisode : Retour de flammes de Patrice Martineau :  Malaval
- 2004 - 2007 : Femmes de loi de Denis Malleval
  - Le Mystère de Joséphine de Christian Lara
  - Eternelle de Didier Delaitre
- 2005 : Sœur Thérèse.com de Dominique Tabuteau  (série télévisée) - épisode « Au nom du père »
- 2008 : Alice Nevers : Le juge est une femme - épisode : Une vie dans l'ombre  de René Manzor : Chirurgien
- 2009 : Sœur Thérèse.com de Dominique Tabuteau  (série télévisée) - épisode «  Gros lot »
- 2009 : Section de recherches créée par Franck Butcher (série télévisée) - épisode « Chute libre »
- 2010 : Groland de Virginie Lovisone
- 2011 : Section de recherches créée par Franck Butcher (série télévisée) - épisode « Cœur de pierre »
- 2011 : Scènes de ménages de Varante Soudjian
- 2013 : Petits secrets entre voisins - épisode  Un nouveau copain de Olivier Abid
- 2018 : Profilage - épisode  " Le coup de foudre" de Julien Hosmalin
- 2020 : Capitaine Marleau - épisode  Au nom du fils de Josée Dayan - Eric Gauguin